# Gornji blizanački mišić
Gornji blizanački mišić (lat. musclus gemellus superior) varijabilan je (nije prisutan kod svih ljudi) mišić zdjelice. Mišić inerviraju ogranci križnog spleta.

## Polazište i hvatište
Mišić polazi sa sjedne kosti (točnije lat. spina ischiadica) ide prema naprijed i hvata se za tetivu nutarnjeg zaptivnog mišića, veliki obrtač i intertrohanterični greben na bedrenoj kosti.